# План Аннана

Предложенный флаг Объединённой Кипрской Республики

План Ко́фи А́ннана — инициатива Организации Объединённых Наций (ООН) по урегулированию кипрского конфликта между двумя разделёнными народами на острове Кипр. 
План Кофи Аннана заключался в создании нового государства Объединённая Кипрская Республика, разделённого на две автономии (греческую с 69,5 % территории и турецкую с 28,5 %). План назван в честь тогдашнего генерального секретаря ООН Кофи Аннана, который внёс наиболее значительный вклад в его составление вместе с Дидье Фиртером.

## Программа
План (программа) включала следующие основные пункты:
- Создать на Кипре единое государство Объединённую Кипрскую Республику, состоящую из двух автономных частей — греческой и турецкой, которая бы объединяла весь остров (за исключением территории британских военных баз Акротири и Декелия).
- Создание президиума из шести человек, которые по очереди занимают должность премьер-министра Объединённой Кипрской Республики. Смена на должностях президента и вице-президента — каждые 10 месяцев. Соотношение греков и турок в президиуме следующее: четыре грека и два турка.
- Уменьшение территории турецкой части острова до 28,5 % (против 37 %, которые занимает ТРСК), а также возвращение 85 000 греческих беженцев в прежние места проживания (в основном в район города Фамагуста).

## Референдум
24 апреля 2004 года на Кипре был проведён референдум об объединении острова. Около 75 % греков-киприотов высказались против плана Аннана, в то время как 65 % турок-киприотов его поддержали.
Поддержка плана большинством этнических турок острова объяснялось его большей благосклонностью по отношению к турецкому меньшинству: на момент начала конфликта турки составляли лишь 18 % населения острова, поэтому утрата 8,5 % территории в обмен на международное признание всё равно гарантировала бы турецкой общине диспропорциональное землевладение при сохранении контроля над 28,5 % острова. Кроме этого, 33 % членов правительства также должны были быть турками, что опять-таки было значительно больше исторического турецкого присутствия на острове.
Греков-киприотов не устроило в плане Аннана то, что он не содержал обязательств для турецкой стороны вывести из Кипра турецкие войска, а также разрешал проживание на острове переселенцам из Турции, что ставило под вопрос возможность возвращения греческих беженцев, ведь многие из их домов давно обрели новых хозяев — переселенцев из Турции (таким образом для возвращения беженцев потребовалось бы выселить около 100 тысяч турок).